# Giulia Enders
Giulia Enders est une médecin allemande, née en 1990 à Mannheim, et autrice du livre à succès Darm mit Charme, traduit en français sous le titre Le Charme discret de l'intestin.

## Biographie
Atteinte d'une maladie de la peau lors de son enfance, elle en vient à s’intéresser aux aspects méconnus de l'intestin.
Giulia Enders a fait un doctorat en gastroentérologie de l'Université de Francfort sur le Main. En 2012, elle remporte le premier prix lors d'un slam scientifique, où les jeunes doctorants viennent présenter leur sujet de thèse devant un public de non-spécialistes. Son sujet : l'intestin et le microbiote intestinal. La vidéo de son intervention est diffusée sur YouTube, et rencontre un succès significatif (1,2 million de vue en 2023), en raison de l'approche pédagogique suivie par Enders.
À la suite de son intervention et après avoir démocratisé la connaissance de l'appareil digestif auprès d'un public plus restreint, comme elle l'explique dans sa préface, elle décide de publier un livre sur ce sujet : Darm mit Charme, illustré par sa propre sœur, Jill Enders. Le livre est publié en mars 2014 chez Ullstein-Verlag, et dépasse le seuil du million d'exemplaires au bout d'un an. Il a été traduit en 18 langues, dont l'édition française Le Charme discret de l'intestin.
Enders a terminé ses études de médecine en 2017 et poursuit une spécialisation en médecine interne sa formation professionnelle à la Medizinische Klinik des Israelitischen Krankenhauses de Hambourg. Elle écrivit également en tant que journaliste scientifique pour l'hebdomadaire allemand Die Zeit de 2015 à 2017.

## Distinctions

### Prix
Giulia Enders a reçu plusieurs prix qui saluent son engagement en faveur de la médiation scientifique :
- 2016 : Helmut Fischer Preis für Wissenschaftskommunikation des Deutschen Museums [5]
- 2017 : Heinz Oberhummer Award für Wissenschaftskommunikation [6]